# Гримайлівський деканат УГКЦ
Гримайлівський деканат (протопресвітеріат) Бучацької єпархії УГКЦ — релігійна структура УГКЦ, що діє на території Тернопільської області України.

## Декани
Декан (протопресвітер) Гримайлівський — о. Ярослав Палій.

## Парафії деканату
| Парафії                                        | Населені пункти |
| ---------------------------------------------- | --------------- |
| Собору Пресвятої Богородиці                    | с. Буцики       |
| Різдва Пресвятої Діви Марії                    | с. Верхівці     |
| Успіння Пресвятої Богородиці                   | с. Вікно        |
| Святого Онуфрія                                | с. Глібів       |
| Покрови Пресвятої Богородиці                   | с-ще Гримайлів  |
| Успіння Пресвятої Богородиці                   | с. Карашинці    |
| Покрови Пресвятої Богородиці                   | с. Клювинці     |
| Святої великомучениці Параскеви                | с. Козина       |
| Святого Юрія                                   | с. Кокошинці    |
| Пресвятої Трійці                               | с. Красне       |
| Пресвятої Трійці                               | с. Кут          |
| Покрови Пресвятої Богородиці                   | с. Мала Лука    |
| Собору Пресвятої Богородиці і Йосифа Обручника | с. Малі Бірки   |
| Вознесіння Господа Нашого Ісуса Христа         | с. Монастириха  |
| Антонія Великого                               | с. Новосілка    |
| Пресвятої Трійці                               | с. Оленівка     |
| Святого архістратига Михаїла                   | с. Перемилів    |
| Святого великомученика Димитрія                | с. Пізнанка     |
| Святого великомученика Димитрія                | с. Саджівки     |
| Святого великомученика Димитрія                | с. Сорока       |
| Святого апостола Івана Богослова               | с. Хлопівка     |
| Положення Ризи Пресвятої Богородиці            | м. Хоростків    |